# Старый мост (Гродно)
Ста́рый мост — автодорожный мост через Неман в Гродно, Беларусь. Является самым старым мостом в городе. Расположен в створе улиц Мостовой и Горновых.

## История
Первый большой деревянный мост в Гродно через реку Неман был построен ещё в первой половине XVI века. Именно тогда, во времена великого князя литовского Стефана Батория, он был изображён на гравюре М. Цюндта, по рисункам Адельгаузера 1568 года. Позже, во время одной из средневековых войн, мост в Гродно был разрушен.
Более чем три столетия в Гродно не удавалось соорудить большой мост через Неман. В 1875 году начались подготовительные работы по строительству металлического моста через Неман, был разработан проект, а также начато изготовление конструкций и элементов металлического моста. В 1908 году был построен металлический трехпролётный мост, длинной 194,6 м и шириной 22 м. Мост был назван Петровско-Николаевским.
Во время Первой мировой войны, в 1915 году, мост был взорван саперами русской армии, ведущей арьергардные бои с австро-венгерскими войсками. В 1935 году мост был восстановлен под руководством инженера Б. Пероцкого. В 1944 году мост был взорван немецкими войсками, пытавшимися задержать освобождение города советскими войсками. 30 октября 1949 года было открыто движение по восстановленному мосту.
До открытия в 1971 году Нового моста Старый мост был единственным автодорожным городским мостом. В 1986 году в помощь существовавшим мостам введен в эксплуатацию третий — Румлевский мост. В 2021 году завершена реконструкция заброшенного одноколейного железнодорожного моста в автомобильный и открыт четвертый мост который получил название — Восточный.
16 января 2008 года Старый мост был закрыт на реконструкцию. После реконструкции пропускная способность моста составила 3 тысячи транспортных единиц в час.